# Wole Soyinka
Akinwande Oluwole Soyinka (n. 13 iulie 1934, Statul Ogun, Nigeria) este un scriitor nigerian, laureat al Premiului Nobel pentru Literatură.

## Opera

### Piese de teatru
- The Swamp Dwellers
- The Lion and the Jewel
- The Trials of Brother Jero
- A Dance of the Forests
- The Strong Breed
- Before the Blackout
- Kongi's Harvest
- The Road
- The Bacchae of Euripides
- Madmen and Specialists
- Camwood on the Leaves
- Jero's Metamorphosis
- Death and the King's Horseman
- Opera Wonyosi
- Requiem for a Futurologist
- A Play of Giants
- A Scourge of Hyacinths (radio play)

- The Beatification of the Area Boy
- King Baabu
- Etiki Revu Wetin

### Romane
- The Interpreters
- Season of Anomie

### Memorii
- The Man Died : Prison Notes
- Aké: The Years of Childhood
- Isara: A Voyage around Essay
- Ibadan: The Penkelemes Years: a memoir 1946-65
- You Must Set Forth at Dawn

### Volume de poezie
- A Big Airplane Crashed Into The Earth (original title Poems from Prison)
- Idanre and other poems
- Mandela's Earth and other poems
- Ogun Abibiman
- Samarkand and Other Markets I Have Known
- Abiku
- "After the Deluge"
- "Telephone Conversation"

### Eseuri
- Neo-Tarzanism: The Poetics of Pseudo-Transition
- Art, Dialogue, and Outrage: Essays on Literature and Culture
- Myth, Literature and the African World
- "From Drama and the African World View"
- The Burden of Memory The Muse of Forgiveness

### Filme
- Culture in Transition
- Blues For a Prodigal